# Fiskarhuset

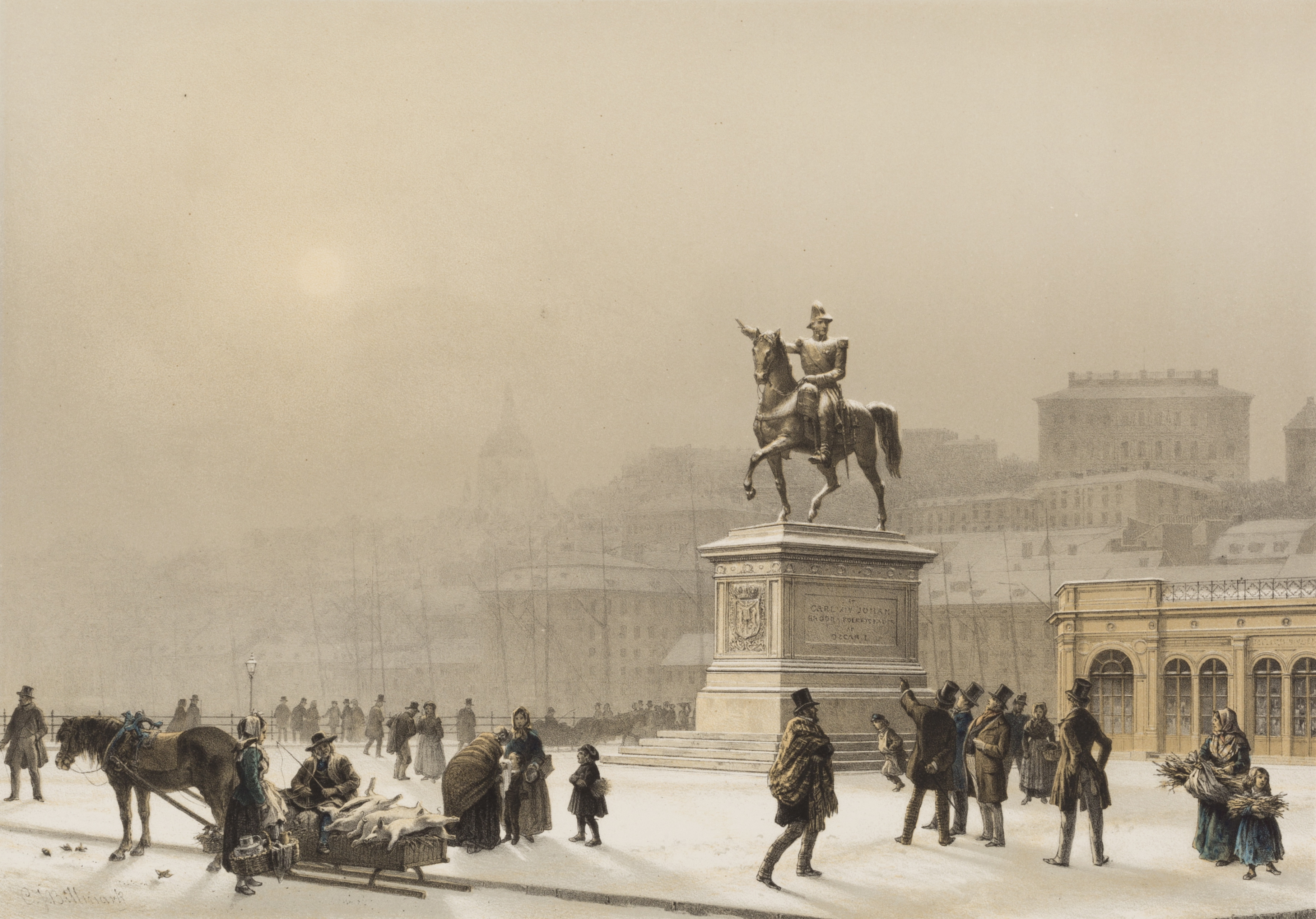
Karl XIV Johans staty med Fiskarhuset till höger, Carl Johan Billmark 1860-tal.

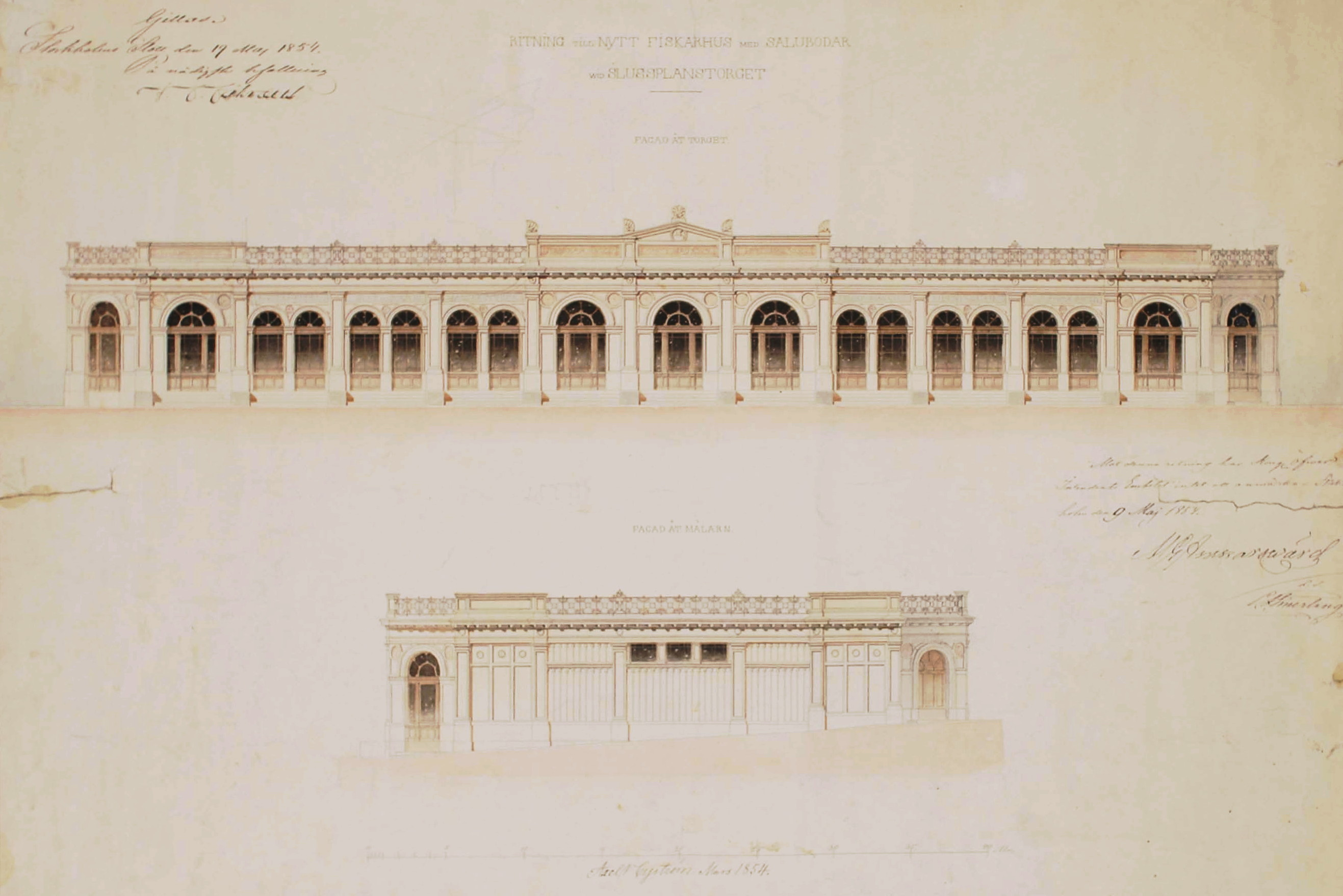
Per Axel Nyströms fasadritning 1854.

Fiskarhuset var en byggnad på Karl Johans torg på Slussen i Stockholm. Byggnaden ritades 1854 av arkitekt Per Axel Nyström och fungerade som saluhall för fiskhandel. Fiskarhuset revs runt 1920 för att förbättra trafiksituationen i området.

## Historik
Sedan länge hade det funnits den så kallade Fiskargången med Södra Fiskarhuset mitt på landtungan mellan Gamla stan och Södermalm. Den hade en saluhall med fisksump för levande fisk. Fiskarhuset i Per Axel Nyströms tappning kom till i samband med nydaningen av området vid Nils Ericsons sluss som invigdes 1850. Då gestaltades platsen mellan nya Ericsons sluss i norr och gamla Polhemsslussens kanal i syd strikt symmetriskt. Däremellan anlades, närapå kvadratiskt, Karl Johans torg med den central placerade Karl XIV Johans staty. Runt Polhems gamla slussränna uppfördes Fiskarhuset. 
Byggnaden hade ett plan och fick, enligt kontinental förebild, ett palatsliknande utseende i nybarock med rikt dekorerade, putsade fasader, välvda fönster och takbalustrad. Över de parvis anordnade fönstren fanns plats för salubodarnas skylttexter. Under varje salubod låg, vid sidan om vattenrännan en sump för levande fisk.
Vägtrafiken leddes förbi längs östra och västra sidan på Östra Slussgatan respektive Vestra Slussgatan. Platsen begränsades i norr (på Gamla stans sida) av Slussplanen och i syd (på Södermalmssidan) av Nedre Slussgatan.  Ericsons slussbroar var inte dimensionerade för spårvagnarnas vikt och dessa fick vända norr respektive söder om slusskanalen. För att förbättra trafiksituationen främst för spårbunden trafik förstärktes broarna 1922 och torget byggdes om. I samband med det revs Fiskarhuset och Polhemsslussens gamla kanal fylldes igen.